# Мешкоплодник
Мешкоплодник, или Перакарпа (лат. Peracarpa; от др.-греч. πήρα, pera — сумка, мешок и καρπός, karpos — плод) — монотипный род травянистых растений семейства Колокольчиковые (Campanulaceae). Включает единственный вид — Мешкоплодник мясистый (Peracarpa carnosa).

## Ботаническое описание

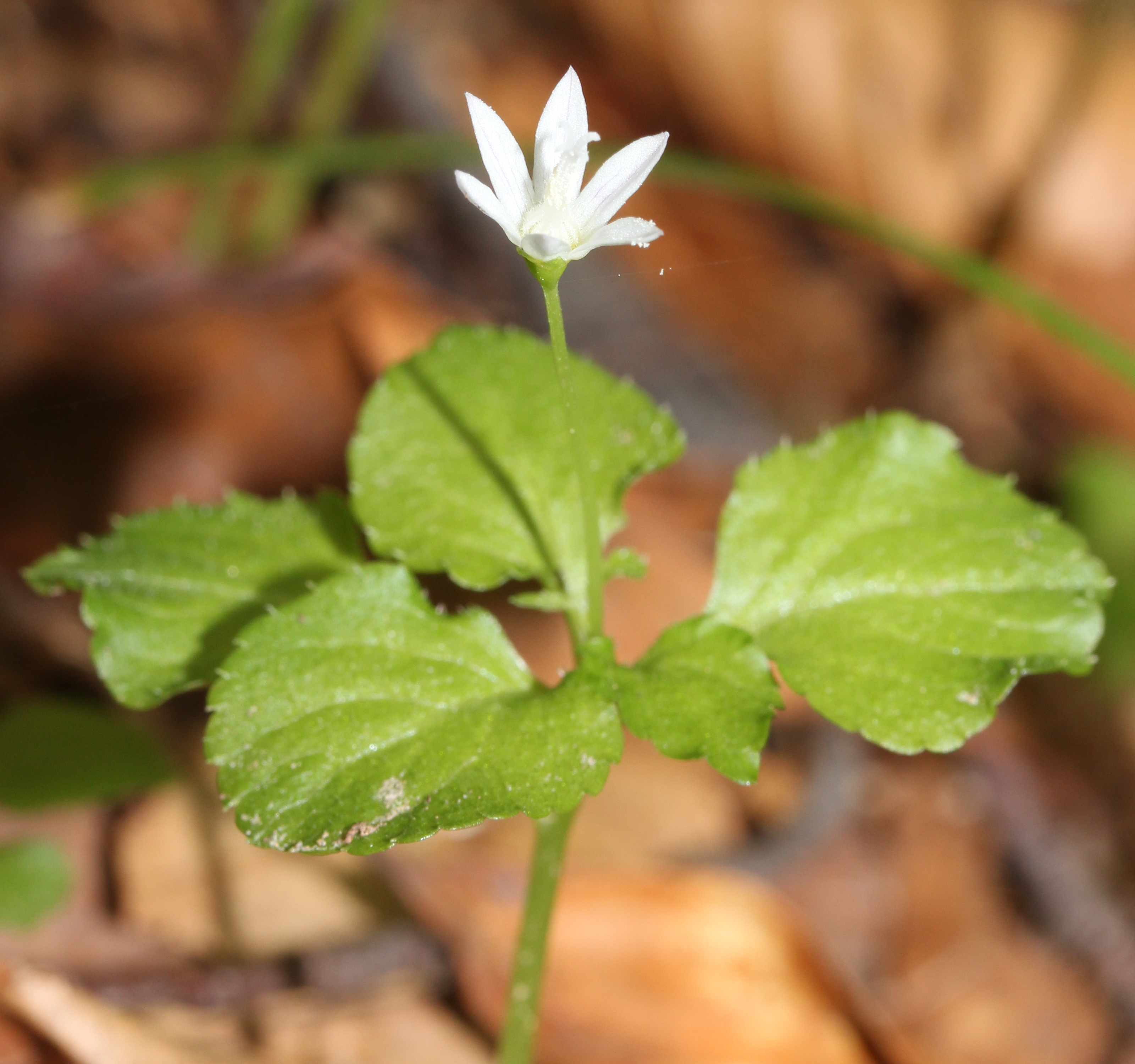
Цветок

Многолетние травянистые растения, до 9 см высотой. Корневище ползучее, беловатое. Стебель прямой или восходящий, чаще простой, гладкий, голый, продольно-тонкобороздчатый, внизу фиолетовоокрашенный. Верхние стеблевые листья розетковидно скучены, округлые или широкояйцевидные, 1,5—1,8 см в диаметре, основание почти сердцевидное, край листа зубчатый (почти городчатый); нижние стеблевые листья редуцированы, очередные, округло обратнояйцевидные, край листа пильчатый.
Цветки одиночные, (3) 4—7 (8) мм длиной; цветоножки прямые, нитевидные, позднее дуговидно изогнутые и поникающие. Чашечка обратноконическая, голая; зубцы треугольные, острые, зелёные, по краю узкоперепончатые, 1—1,5 мм длиной. Венчик беловатый, воронковидно-колокольчатый, голый, 0,5—0,6 см дл., около 0,5 см шириной; лопасти линейно-ланцетные, прямые, острые.
Тычинок пять, тычиночные нити уплощенные, перепончатые, при основании расширенные и смыкающиеся краями; пыльники 1,5—1,6 мм длиной. Завязь обратнояйцевидная, столбик с двумя рыльцами. Плод — поникающая, перепончатая, обратнояйцевидная, голая коробочка, 3—4 мм длиной, 1,8—3,1 мм шириной, открывается 3 порами у основания, зрелая — тонкокожистая, с прозрачными стенками. Семена вальковато-веретеновидные, к концам оттянутые, буроватые, гладкие, 1,3—1,6 мм длиной, 0,3—0,5 мм шириной.
Цветение в марте — мае, плодоношение в апреле — ноябре. 2n=30.

## Распространение
Ареал охватывает восток России (юг Камчатки, Курильские острова, юг Сахалина), Японию, Корею, Тайвань, Филиппины, Новую Гвинею, север Таиланда, север Мьянмы, Непал, Бутан, северо-восток Индии и Китай (Аньхой, Чунцин, Гуйчжоу, Хубэй, юг Цзянсу, Сычуань, юг Тибетского автономного района, запад Юньнани, Чжэцзян).

## Охрана
Вид внесён в Красную книгу Камчатского края (охраняется в федеральном заказнике «Южно-Камчатский»).

## Синонимы вида
- Campanula carnosa Wall. (1824)basionym
- Campanula circaeoides F.Schmidt ex Miq. (1867)
- Campanula ovata (D.Don) Spreng. (1827)
- Peracarpa carnosa var. circaeoides (F.Schmidt ex Miq.) Makino (1940)
- Peracarpa carnosa var. formosana H.Hara (1947)
- Peracarpa carnosa var. kiusiana H.Hara (1947)
- Peracarpa carnosa var. pumila H.Hara (1947)
- Peracarpa carnosa f. macrantha Nakai ex H.Hara (1947)
- Peracarpa circaeoides (F.Schmidt ex Miq.) Feer (1890) — Мешкоплодник двулепестниковидный, или Мешкоплодник чаровницевидный
- Peracarpa luzonica Rolfe (1906)
- Wahlenbergia ovata D.Don (1825)